# لیکساگوچا (یولی)
لیکساگوچا (به اسپانیایی: Llaksaqucha) یک دریاچه در پرو است که در Peru واقع شده‌است.